# Dizartrija
Dizartrija је neuromotorni poremećaj govora neurogene ili razvojne etiologije

## Stečena dizartrija
Stečena dizartrija predstavlja neuromotorni poremećaj govora, izazvan oštećenjem struktura centralnog i/ili perifernog motornog neurona različite etiologije (vaskularna oštećenja ili oboljenja mozga, neurotrauma, neoplazme, infektivna oboljenja mozga, neurodegenerativni procesi...).
Ovaj tip poremećaja ispoljava se kod odraslih, kao i kod dece koja su usvojila bazičnu suprasegmentnu strukturu maternjeg jezika i uspostavila kontrolu nad sopstvenim govornim mehanizmom/ sistemom. Smetnje u neuromišićnoj kontroli ispoljavaju se kroz slabost i nedovoljnu koordinaciju pokreta govorne muskulature, tako da, zavisno od stepena težine i lokalizacije moždane lezije, mogu biti pogođeni svi ili pojedini subsistemi neophodni za intaktnu produkciju govora: respiracija, fonacija, rezonancija, artikulacija i/ili prozodija.
Diferencijalno-dijagnostički, neophodno je istaći razliku između apraksije govora i dizartrije. Za razliku od apraksije govora, kod dizartrije su greške konzistentne i predvidljive. Apraksija govora se takođe razlikuje od dizartrije po odsustvu mišićne slabosti govorne muskulature, i prisustvu teškoća programiranja govornih glasova. Prema tome, može se zaključiti da je apraksija govora poremećaj translacije, odnosno sekvencioniranja govornih glasova, a dizartrija - poremećaj planiranja produkcije govornih glasova zbog oštećenja neuromišićnog prenosa impulsa.
Klasifikacija stečenih dizartrija u odnosu na manifestacije govorne patologije:
1. spastična dizartrija
2. flacidna dizartrija
3. hiperkinetička dizartrija
4. hipokinetička dizartrija
5. ataksična dizartrija
6. mešovita dizatrija.

## Razvojna dizartrija
Razvojna dizartrija je motorni poremećaj govora koji nastaje u ranom detinjstvu, kao posledica razvojne nezrelosti mozga (odstupanja u razvoju funkcionalnog integriteta CNS-a koja vode poreklo iz prenatalnog, perinatalnog ili ranog postnatalnog perioda). Često motorni razvoj deteta kasni, što se odražava i na koordinaciju i integraciju pokreta govornih organa. Integracija procesa između nervnih i mišićnih struktura, neophodnih za proces govorne produkcije, je kompromitovana. Iako postoje različite vrste razvojne dizartrije (slična klasifikacija kao i kod stečenih dizartrija), zajedničke odlike predstavljaju teškoće u govornoj artikulaciji, produkciji reči i izraza (integraciji pokreta govornih organa; ritam i tempo govora), kvalitetu glasa (visina, jačina, trajanje, boja...), otežano gutanje i žvakanje, neizdiferencirani obrasci intonacije. 
Razvojna dizartrija najčešće je prisutna u sklopu sindroma cerebralne paralize, ali česta je i kod dece sa kašnjenjem u motornom i govorno-jezičkom razvoju izazvanom drugim uzrocima.

## Literatura
- -{Haines, Duane (2004). Neuroanatomy: an atlas of structures, sections, and systems (на језику: енглески). Hagerstown, MD: Lippincott Williams & Wilkins. ISBN 978-0-7817-4677-9.
- Duffy, Joseph R. (2005). Motor Speech Disorders: Substrates, Differential Diagnosis, And Management. 2nd edition. (на језику: енглески). Saint Louis: C.V. Mosby. ISBN 978-0-323-02452-5.
- Ducros A, Denier C, Joutel A, Cecillon M, Lescoat C, Vahedi K, Darcel F, Vicaut E, Bousser MG, Tournier-Lasserve E (2001). „The clinical spectrum of familial hemiplegic migraine associated with mutations in a neuronal calcium channel”. The New England Journal of Medicine (на језику: енглески). 345 (1): 17—24. PMID 11439943. doi:10.1056/NEJM200107053450103.
- Hustad, Katherine C. Changes in Speech Production Associated With Alphabet Supplementation (на језику: енглески).
- Hustad, Katherine C. Estimating the Intelligibility of Speakers with Dysarthria (на језику: енглески).
- Hustad, Katherine C. A Closer Look at Transcription Intelligibility for Speakers With Dysarthria: Evaluation of Scoring Paradigms and Linguistic Errors Made by Listeners (на језику: енглески).}-